# Journal of Materials Chemistry
Journal of Materials Chemistry (abreviada J. Mater. Chem.) era una revista científica setmanal avaluada per experts que cobria les aplicacions, propietats i síntesi de nous materials.
Va ser establerta el 1991 i publicada per la Royal Society of Chemistry. A finals de 2012, la revista es va dividir en tres revistes independents: Journal of Materials Chemistry A (energia i sostenibilitat), Journal of Materials Chemistry B (biologia i medicina) i Journal of Materials Chemistry C (dispositius òptics, magnètics i electrònics).